# Natthaphong Ruangpanyawut
Natthaphong Ruangpanyawut (thaï : ณัฐพงษ์ เรืองปัญญาวุฒิ), surnommé Teng (thaï : เท้ง), est un homme politique thaïlandais né le 18 mai 1987 à Songkhla.

## Jeunesse et vie professionnelle

### Famille et éducation
Natthaphong Ruangpanyawut est le quatrième enfant de Suchat Ruangpanyawut, directeur général d'une grande entreprise immobilière, principalement de développement de maisons de luxe, de maisons de ville et de condominiums autour de Thonburi.
Après son passage à l'école Thaweethaphisek dans le quartier de Bangkok Yai, il obtient une licence en ingénierie informatique à l'université Chulalongkorn.

### Vie professionnelle
À la suite de ses études supérieures, il crée sa société de services en cloud, « Absolute Management Solutions », et y occupe le poste de cadre.

## Historique politique

### Membre du Nouvel avenir, puis d'Aller de l'avant
Membre du Nouvel avenir depuis 2018, il est élu, aux élections de 2019, à la Chambre des représentants pour la vingt-huitième circonscription de Bangkok. Nommé par Thanathorn Juangroongruangkit, il lui est confié la supervision des plateformes en ligne du parti.
Il garde cette même fonction lorsqu'il passe du Nouvel avenir, dissous à partir de 2020, à Aller de l'avant, le successeur de facto du parti. 
Aux élections de 2023, il quitte son siège dans la vingt-huitième circonscription de Bangkok pour un siège en liste proportionnel du parti, fonction qu'il obtient. 

### Chef du Parti du peuple
Le 7 août 2024, la Cour constitutionnelle vote à l'unanimité la dissolution d'Aller de l'avant ainsi que la non-éligibilité pour 10 ans de 11 dirigeants actuels et anciens du parti,. En réponse à cela, 143 des députés restants à la Chambre des représentants, qui se sont retrouvés sans étiquette politique, rejoignent le petit parti Thinkakhao Chaovilai, qui est renommé en Parti du peuple.
Le 9 août, Natthaphong Ruangpanyawut est élu à l'unanimité chef de la nouvelle formation politique succédant à Aller de l'avant,. Le Parti du peuple restant la principale force d'opposition à la chambre basse, il est nommé chef de l'opposition par Rama X le 25 septembre et est officiellement investi le 1er octobre,. 

## Résultats électoraux

### Élections législatives
| Année | Parti | Parti | Circonscription | Voix   | %     | Rang | Issue |
| ----- | ----- | ----- | --------------- | ------ | ----- | ---- | ----- |
| 2019  |       | NA    | 28e de Bangkok  | 29 590 | 27,11 | 1er  | Élu   |